# Списак епизода емисије 24 минута са Зораном Кесићем

24 минута са Зораном Кесићем је српска политички сатирична телевизијска емисија која се од 3. јула 2013. до 31. децембра 2019. године приказивала на ТВ Б92/О2 ТВ, а од 29. фебруара 2020. године се приказује на каналу Нова С.

## Преглед
| Сезона | Сезона | Епизоде | Епизоде | Оригинално емитовање | Оригинално емитовање | Оригинално емитовање |
| Сезона | Сезона | Епизоде | Епизоде | Премијера            | Финале               | Мрежа                |
| ------ | ------ | ------- | ------- | -------------------- | -------------------- | -------------------- |
|        | 1.     | 25      | 25      | 3. јул 2013.         | 22. јун 2014.        | Прва / Б92           |
|        | 2.     | 35      | 35      | 14. септембар 2014.  | 28. јун 2015.        | Прва / Б92           |
|        | 3.     | 26      | 26      | 12. септембар 2015.  | 25. мај 2016.        | Прва / Б92           |
|        | 4.     | 27      | 27      | 1. октобар 2016.     | 17. јун 2017.        | Прва / Б92           |
|        | 5.     | 31      | 31      | 30. септембар 2017.  | 23. јун 2018.        | О2 ТВ                |
|        | 6.     | 31      | 31      | 22. септембар 2018.  | 22. јун 2019.        | О2 ТВ                |
|        | 7.     | 15      | 15      | 21. септембар 2019.  | 31. децембар 2019.   | О2 ТВ                |
|        | 8.     | 17      | 17      | 29. фебруар 2020.    | 27. јун 2020.        | Нова                 |
|        | 9.     | 34      | 34      | 12. септембар 2020.  | 26. јун 2021.        | Нова                 |
|        | 10.    | 34      | 34      | 18. септембар 2021.  | 25. јун 2022.        | Нова                 |
|        | 11.    | 34      | 34      | 17. септембар 2022.  | 1. јул 2023.         | Нова                 |
|        | 12.    | 33      | 33      | 16. септембар 2023.  | 6. јул 2024.         | Нова                 |
|        | 13.    | 36      | 36      | 14. септембар 2024.  | 21. јун 2025.        | Нова                 |

## Епизоде

### 1. сезона (2013/14)
| Епизода | Датум           | Аналитичар(и)           | Други гост(и)                            |
| ------- | --------------- | ----------------------- | ---------------------------------------- |
| 13.     | 23. март 2014.  | Милутин Петровић        | Душан Шапоња и Душан Чавић               |
| 14.     | 30. март 2014.  | Дејан Ћирјаковић        | Јелена Радановић, Дувачки квартет Невски |
| 15.     | 6. април 2014.  | Ведрана Рудан           | Урош Балов, Џулијан Асанж                |
| 16.     | 13. април 2014. | Горчин Стојановић       | Никола Ракочевић                         |
| 17.     | 20. април 2014. | Ђорђе Вукадиновић       | Милош Биковић                            |
| 18.     | 27. април 2014. | Никола Шкорић           | Аница Добра                              |
| 19.     | 4. мај 2014.    | Драган Бујошевић        | —                                        |
| 20.     | 11. мај 2014.   | Зоран Станојевић        | Срђан Жика Тодоровић и Срђан Драгојевић  |
| 21.     | 18. мај 2014.   | Небојша Спаић           | Срђа Анђелић                             |
| 22.     | 1. јун 2014.    | Драгољуб Петровић       | Саша Јанковић                            |
| 23.     | 8. јун 2014.    | Небојша Спаић           | Момчило Бајагић Бајага                   |
| 24.     | 15. јун 2014.   | Слободан Георгијев      | Др Неле Карајлић                         |
| 25.     | 22. јун 2014.   | Александар Апостоловски | Миљенко Јерговић                         |

### 2. сезона (2014/15)
| Епизода | Датум               | Аналитичар(и)                     | Други гост(и)                         |
| ------- | ------------------- | --------------------------------- | ------------------------------------- |
| 26.     | 14. септембар 2014. | Јово Бакић                        | Предраг Марковић                      |
| 27.     | 21. септембар 2014. | Небојша Илић                      | Вук Ршумовић, Александар Ђорђевић     |
| 28.     | 28. септембар 2014. | Предраг Сарапа                    | Димитрије Војнов                      |
| 29.     | 5. октобар 2014.    | Милош Васић                       | Сања Долежал                          |
| 30.     | 12. октобар 2014.   | Милош Теодоровић                  | Мањифико                              |
| 31.     | 19. октобар 2014.   | Бошко Јакшић                      | Идро Сефери                           |
| 32.     | 26. октобар 2014.   | Бојана Лекић                      | Иван Токин                            |
| 33.     | 2. новембар 2014.   | Бојан Љубеновић                   | Алекса Гајић                          |
| 34.     | 9. новембар 2014.   | Милан Ћулибрк                     | Дејан Петровић                        |
| 35.     | 16. новембар 2014.  | Драгољуб Петровић                 | Филип Вукша                           |
| 36.     | 23. новембар 2014.  | Радмила Рада Ђурић                | Мина Ђукић                            |
| 37.     | 30. новембар 2014.  | Тамара Скрозза                    | Милица Вучуровић                      |
| 38.     | 7. децембар 2014.   | Миодраг Зец                       | Лет 3                                 |
| 39.     | 14. децембар 2014.  | Петар Лазић                       | Немања Којић Којот                    |
| 40.     | 21. децембар 2014.  | Срећко Хорват                     | Бобан Марјановић                      |
| 41.     | 28. децембар 2014.  | Драгољуб Жарковић                 | Сузана Трнинић                        |
| 42.     | 11. јануар 2015.    | Марко Прелевић                    | Срђан Ћешић                           |
| 43.     | 1. март 2015.       | Оливера Ковачевић                 | Југослав Пантелић                     |
| 44.     | 8. март 2015.       | Дашко Милиновић, Младен Урдаревић | Денис Мурић                           |
| 45.     | 15. март 2015.      | Јована Глигоријевић               | Петар Пеца Поповић                    |
| 46.     | 22. март 2015.      | Ненад Михаиловић                  | Бојана Стаменов                       |
| 47.     | 29. март 2015.      | Радослав Миленковић               | Мићко Љубичић, Дувачки квартет Невски |
| 48.     | 5. април 2015.      | Иван Шарић, Драган Ристић         | Бранко Росић                          |
| 49.     | 12. април 2015.     | Љубодраг Стојадиновић             | Јасмина Лорин, Мики Манојловић        |
| 50.     | 19. април 2015.     | Слободан Симић                    | Жарко Паспаљ, Лака и Мирела           |
| 51.     | 26. април 2015.     | Србијанка Турајлић                | Радослав Зеленовић                    |
| 52.     | 3. мај 2015.        | Драгољуб Петровић                 | Растко Ћирић и Горан Скробоња         |
| 53.     | 10. мај 2015.       | Марчело                           | Јован Симић, Кокан Младеновић         |
| 54.     | 17. мај 2015.       | Филип Давид                       | Филип Ђорђевић Нојз                   |
| 55.     | 24. мај 2015.       | Војислав Туфегџић                 | Сара Јо и Невена Божовић              |
| 56.     | 31. мај 2015.       | Милош Теодоровић                  | Владимир Грбић                        |
| 57.     | 7. јун 2015.        | Михаило Меденица                  | Владимир Арсенијевић                  |
| 58.     | 14. јун 2015.       | Воја Антонић                      | Катарина Жутић                        |
| 59.     | 21. јун 2015.       | Тибор Јона                        | Александар Стојановић                 |
| 60.     | 28. јун 2015.       | Светислав Басара                  | Милица Мандић, Браћа блузери          |

### 3. сезона (2015/16)
| Епизода | Датум               | Аналитичар(и)                     | Други гост(и)                                                                         |
| ------- | ------------------- | --------------------------------- | ------------------------------------------------------------------------------------- |
| 61.     | 12. септембар 2015. | Бојан Љубеновић                   | Душко Вујошевић                                                                       |
| 62.     | 19. септембар 2015. | Гордана Суша                      | Стеван Филиповић, Тобић Тобић Идол Младих                                             |
| 63.     | 26. септембар 2015. | Иван Шарић, Предраг Аздејковић    | —                                                                                     |
| 64.     | 3. октобар 2015.    | Владимир Кецмановић               | Светозар Цветковић, Софија Јуричан и Радомир Николић                                  |
| 65.     | 10. октобар 2015.   | Ђуро Радосавовић                  | Маја Огњеновић                                                                        |
| 66.     | 17. октобар 2015.   | Жарко Требјешанин                 | Зијах Соколовић                                                                       |
| 67.     | 24. октобар 2015.   | Драгољуб Петровић                 | Кристина Ковач                                                                        |
| 68.     | 31. октобар 2015.   | Дамир Никшић                      | Стеван Дојчиновић                                                                     |
| 69.     | 7. новембар 2015.   | Драган Тодоровић                  | —                                                                                     |
| 70.     | 14. новембар 2015.  | Наташа Миљковић                   | Војислав Брајовић                                                                     |
| 71.     | 21. новембар 2015.  | —                                 | Андраш Урбан, Срђан Гојковић Гиле                                                     |
| 72.     | 28. новембар 2015.  | Тамара Скрозза                    | Рамбо Амадеус                                                                         |
| 73.     | 19. март 2016.      | Марко Сомборац                    | Корнелије Ковач                                                                       |
| 74.     | 26. март 2016.      | Војислав Жанетић                  | Борна Сор, Њуз.нет                                                                    |
| 75.     | 2. април 2016.      | Тибор Јона                        | Зое Кида и Констракта                                                                 |
| 76.     | 9. април 2016.      | Марко Прелевић                    | —                                                                                     |
| 77.     | 16. април 2016.     | Михајло Тешић                     | —                                                                                     |
| 78.     | 30. април 2016.     | Драгољуб Петровић                 | Љубиша Прелетачевић Бели и Небојша Прилепак, Бранислав Трифуновић и Сергеј Трифуновић |
| 79.     | 7. мај 2016.        | Бојана Маљевић                    | —                                                                                     |
| 80.     | 14. мај 2016.       | Марко Видојковић                  | Сандра Силађев                                                                        |
| 81.     | 21. мај 2016.       | Димитрије Војнов                  | Душан Којић Која                                                                      |
| 82.     | 28. мај 2016.       | Борка Павићевић                   | Брајан Рашић                                                                          |
| 83.     | 4. јун 2016.        | Дашко Милиновић, Младен Урдаревић | Зоран Костић Цане                                                                     |
| 84.     | 11. јун 2016.       | Биљана Лукић                      | —                                                                                     |
| 85.     | 18. јун 2016.       | Брано Мандић                      | Јована Јоксимовић                                                                     |
| 86.     | 25. јун 2016.       | Антонела Риха                     | Петар Јањатовић                                                                       |

### 4. сезона (2016/17)
| Епизода | Датум              | Аналитичар(и)                                                     | Други гост(и)       |
| ------- | ------------------ | ----------------------------------------------------------------- | ------------------- |
| 87.     | 1. октобар 2016.   | Предраг Благојевић                                                | Крис Фармер         |
| 88.     | 8. октобар 2016.   | Душан Петричић                                                    | Едо Маајка          |
| 89.     | 15. октобар 2016.  | Мићко Љубичић                                                     | Петар Стругар       |
| 90.     | 22. октобар 2016.  | Драгољуб Петровић                                                 | Ђуро Радосавовић    |
| 91.     | 29. октобар 2016.  | Весна Малишић                                                     | Небојша Глоговац    |
| 92.     | 5. новембар 2016.  | Филип Шварм                                                       | Бранко Цвејић       |
| 93.     | 12. новембар 2016. | Јакша Шћекић                                                      | Звонимир Ђукић Ђуле |
| 94.     | 19. новембар 2016. | Небојша Ромчевић                                                  | Никола Ђуричко      |
| 95.     | 26. новембар 2016. | Дејан Анастасијевић                                               | Жарко Ковачевић     |
| 96.     | 3. децембар 2016.  | Миодраг Стошић                                                    | Јелисавета Саблић   |
| 97.     | 10. децембар 2016. | Станислава Копривица                                              | Зоран Цвијановић    |
| 98.     | 17. децембар 2016. | Иван Шарић                                                        | Владимир Табашевић  |
| 99.     | 24. децембар 2016. | Мухарем Баздуљ                                                    | Шемсо 69            |
| 100.    | 31. децембар 2016. | Тамара Скрозза, Ида Престер, Мирјана Карановић, Биљана Србљановић | —                   |
| 101.    | 18. март 2017.     | Војислав Жанетић                                                  | Краљ Чачка          |
| 102.    | 25. март 2017.     | Даница Вученић                                                    | Елементал           |
| 103.    | 8. април 2017.     | Драгољуб Петровић                                                 | Иван Маровић        |
| 104.    | 15. април 2017.    | Галеб Никачевић                                                   | Младен Матичевић    |
| 105.    | 22. април 2017.    | Дејан Тиаго-Станковић                                             | Божо Врећо          |
| 106.    | 29. април 2017.    | Никола Томић                                                      | Бојана Вунтуришевић |
| 107.    | 6. мај 2017.       | Зоран Стојиљковић                                                 | Иван Лалић          |
| 108.    | 13. мај 2017.      | Миња Богавац                                                      | —                   |
| 109.    | 20. мај 2017.      | Владимир Павићевић                                                | Оливер Нектаријевић |
| 110.    | 27. мај 2017.      | Миња Милетић                                                      | Аки Рахимовски      |
| 111.    | 3. јун 2017.       | Тибор Јона                                                        | Вукашин Марковић и  |
| 112.    | 10. јун 2017.      | Теофил Панчић                                                     | Кенди               |
| 113.    | 17. јун 2017.      | Милојко Пантић                                                    | Марко Луис          |

### 5. сезона (2017/18)
| Епизода | Датум               | Аналитичар(и)                                | Музички гост(и)        | Други гост(и)           |
| ------- | ------------------- | -------------------------------------------- | ---------------------- | ----------------------- |
| 114.    | 30. септембар 2017. | Стеван Дојчиновић                            | —                      | Иван Меденица           |
| 115.    | 7. октобар 2017.    | Бранко Чечен                                 | —                      | —                       |
| 116.    | 14. октобар 2017.   | Марко Сомборац                               | Ђорђе Миљеновић        | —                       |
| 117.    | 21. октобар 2017.   | —                                            | Шкртице                | Зоран Костић Цане       |
| 118.    | 28. октобар 2017.   | Вања Булић                                   | —                      | —                       |
| 119.    | 4. новембар 2017.   | —                                            | —                      | Владимир Новаковић      |
| 120.    | 11. новембар 2017.  | —                                            | Сара Јо                |                         |
| 121.    | 18. новембар 2017.  | Јелена Богавац                               | —                      | —                       |
| 122.    | 25. новембар 2017.  | Марко Видојковић                             | —                      | —                       |
| 123.    | 2. децембар 2017.   | —                                            | —                      | Мила Турајлић           |
| 124.    | 9. децембар 2017.   | Филип Ејдус                                  | Никола Врањковић       | —                       |
| 125.    | 16. децембар 2017.  | —                                            | Ана Станић             | Предраг Кораксић Коракс |
| 126.    | 23. децембар 2017.  | —                                            | —                      | Драган Бјелогрлић       |
| 127.    | 31. децембар 2017.  | Тибор Јона, Весна Малишић, Драгољуб Петровић | ДФХор и Краљ Чачка     | —                       |
| 128.    | 24. фебруар 2018.   | Војислав Жанетић                             | Артан Лили             | —                       |
| 129.    | 10. март 2018.      | Марчело                                      | —                      | —                       |
| 130.    | 17. март 2018.      | Милан Ћулибрк                                | Ничим изазван          | —                       |
| 131.    | 24. март 2018.      | Весна Пешић                                  | Ана Ћурчин             | —                       |
| 132.    | 31. март 2018.      | Будимир Ничић                                | Мултиетничка атракција | —                       |
| 133.    | 7. април 2018.      | Васил Хаџиманов                              |                        | —                       |
| 134.    | 14. април 2018.     | Немања Рујевић                               |                        | —                       |
| 135.    | 21. април 2018.     | Сергеј Трифуновић                            | Рамбо Амадеус          | —                       |
| 136.    | 28. април 2018.     | Михаило Тешић                                | Хладно пиво            | —                       |
| 137.    | 5. мај 2018.        | Никола Ђуричко                               | Марко Настић, Atheist Rap         | —                       |
| 138.    | 12. мај 2018.       | Драган Бурсаћ                                | Бајага и инструктори   | Момчило Бајагић Бајага  |
| 139.    | 19. мај 2018.       | Дарко Митровић                               | Васил Хаџиманов бенд   | Борис Младеновић        |
| 140.    | 26. мај 2018.       | Игор Бракус                                  | ЛП дуо                 | —                       |
| 141.    | 2. јун 2018.        | Мирослав Милетић                             |                        | —                       |
| 142.    | 9. јун 2018.        | Драган Илић                                  | Дубиоза колектив       | —                       |
| 143.    | 16. јун 2018.       | Борна Сор, Домагој Зовак                     | Маика                  | —                       |
| 144.    | 23. јун 2018.       | Немања Станковић                             | Лифт                   | —                       |

### 6. сезона (2018/19)
| Епизода | Датум               | Аналитичар(и)                                | Музички гост(и)                   | Други гост(и)     |
| ------- | ------------------- | -------------------------------------------- | --------------------------------- | ----------------- |
| 145.    | 22. септембар 2018. | Дејан Мијач                                  | Попечитељи                        | Иван Меденица     |
| 146.    | 29. септембар 2018. | Душан Теодоровић                             | Бвана из лагуне и Микри Маус      | —                 |
| 147.    | 6. октобар 2018.    | Јована Глигоријевић                          | Кал                               | Сергеј Трифуновић |
| 148.    | 13. октобар 2018.   | Алексеј Кишјухас                             |                                   | —                 |
| 149.    | 20. октобар 2018.   | Предраг Бајовић                              | Марко Луис                        | Љубивоје Ршумовић |
| 150.    | 27. октобар 2018.   | Никола Ђуричко                               |                                   | Марко Томаш       |
| 151.    | 3. новембар 2018.   | Владимир Табашевић                           | Туристи и МКДСЛ                   | Бисера Велетанлић |
| 152.    | 10. новембар 2018.  | Владо Георгиев                               | Сара Ренар                        | —                 |
| 153.    | 17. новембар 2018.  | Дарко Ивановић                               | Бајага и Локи                     | —                 |
| 154.    | 24. новембар 2018.  | Драгољуб Петровић                            | Лира Вега                         | —                 |
| 155.    | 1. децембар 2018.   | Вељко Пајовић                                | Земља грува!                      | —                 |
| 156.    | 8. децембар 2018.   | Драган Великић                               | Бјесови                           | —                 |
| 157.    | 15. децембар 2018.  | Драган Илић                                  | Канда, Коџа и Небојша             | —                 |
| 158.    | 22. децембар 2018.  | Дашко Милиновић, Младен Урдаревић            | Свемирко                          | —                 |
| 159.    | 31. децембар 2018.  | Никола Шкорић, Радина Вучетић, Милан Гутовић | Немања Аћимовић, Дисциплина кичме | —                 |
| 160.    | 9. март 2019.       | Биљана Степановић                            | Електрични оргазам                | —                 |
| 161.    | 16. март 2019.      | Здравко Шотра                                |                                   | —                 |
| 162.    | 23. март 2019.      | Теофил Панчић                                |                                   | —                 |
| 163.    | 30. март 2019.      | Миодраг Мајић                                |                                   | —                 |
| 164.    | 6. април 2019.      | Мирослав Милетић                             |                                   | —                 |
| 165.    | 13. април 2019.     | —                                            | Сале и седлари, Попхор Крсманац   | Иван Ергић        |
| 166.    | 20. април 2019.     | Жељко Бодрожић                               | Аутопарк                          | —                 |
| 167.    | 27. април 2019.     | Драгољуб Бакић                               | Лондан Лонданезе                  | —                 |
| 168.    | 4. мај 2019.        | Татјана Лазаревић                            | Буч Кесиди и Љубичице             | —                 |
| 169.    | 11. мај 2019.       | Оливер Тошковић                              |                                   | —                 |
| 170.    | 18. мај 2019.       | Бобан Стојановић                             | Звук улице                        | —                 |
| 171.    | 25. мај 2019.       | Весна Радојевић                              | Визељ                             | —                 |
| 172.    | 1. јун 2019.        | Бошко Јакшић                                 | Стерео банана                     | —                 |
| 173.    | 8. јун 2019.        | Филип Чукановић                              | Никола Стајић                     | —                 |
| 174.    | 15. јун 2019.       | Душко Богдановић                             | Краљ Чачка                        | —                 |
| 175.    | 22. јун 2019.       | Драгољуб Петровић                            | Виклер Скај и Мета                | —                 |

### 7. сезона (2019)
| Епизода | Датум               | Аналитичар(и)                   | Музички гост(и)                | Други гост(и)    |
| ------- | ------------------- | ------------------------------- | ------------------------------ | ---------------- |
| 176.    | 21. септембар 2019. | —                               | Артан Лили                     | Марина Абрамовић |
| 177.    | 28. септембар 2019. | Огњен Радоњић                   | Бојана Вунтуришевић            | —                |
| 178.    | 5. октобар 2019.    | Лила Радоњић                    | Бабе                           | —                |
| 179.    | 12. октобар 2019.   | Бранислав Трифуновић            | Дејан Цукић и Спори ритам бенд | —                |
| 180.    | 19. октобар 2019.   | Вук Цвијић                      | Обојени програм                | —                |
| 181.    | 26. октобар 2019.   | Дарио Хајрић                    | ТБФ                            | —                |
| 182.    | 2. новембар 2019.   | Дејан Тиаго-Станковић           | Милан Станковић и              | —                |
| 183.    | 9. новембар 2019.   | Тихомир Станић                  | Лету штуке                     | —                |
| 184.    | 16. новембар 2019.  | Марко Видојковић, Ненад Кулачин | Теодор Тошић                   | —                |
| 185.    | 23. новембар 2019.  | Софија Мандић                   | Буч Кесиди                     | —                |
| 186.    | 30. новембар 2019.  | Биљана Стојковић                | Констракта                     | —                |
| 187.    | 7. децембар 2019.   | Немања Рујевић                  | Кал                            | —                |
| 188.    | 14. децембар 2019.  | Родољуб Шабић                   | С.А.Р.С.                       | —                |
| 189.    | 21. децембар 2019.  | Стеван Дојчиновић               | ВИС Лимунада и Ида Престер     | —                |
| 190.    | 31. децембар 2019.  | Њуз.нет екипа                   | Марко Луис                     | Радомир Николић  |

### 8. сезона (2020)
| Епизода | Датум             | Аналитичар(и)       | Музички гост(и)                        | Други гост(и)                                        |
| ------- | ----------------- | ------------------- | -------------------------------------- | ---------------------------------------------------- |
| 191.    | 29. фебруар 2020. | Марко Превелић      | ЛП дуо                                 | —                                                    |
| 192.    | 7. март 2020.     | Драгољуб Петровић   | Смоке Мардељано                        | Горан Богдан                                         |
| 193.    | 14. март 2020.    | —                   | Марчело, Невена Глибетић, Филип Крумес | Горан Марковић, Ива Илинчић и Радомир Николић        |
| 194.    | 21. март 2020.    | —                   | Констракта                             | Здравко Шотра, The Books of Knjige, Борна Сор                           |
| 195.    | 28. март 2020.    | —                   | —                                      | Никола Шкорић, Никола Ђуричко, Дејан Тиаго-Станковић |
| 196.    | 4. април 2020.    | —                   | —                                      | Ана Лалић, Мићко Љубичић, Немања Рујевић             |
| 197.    | 11. април 2020.   | —                   | —                                      | Галеб Никачевић, Срећко Хорват                       |
| 198.    | 18. април 2020.   | —                   | —                                      | Каја Дамњановић, Душан Шапоња, Душан Чавић           |
| 199.    | 25. април 2020.   | —                   | —                                      | Дашко Милиновић, Младен Урдаревић                    |
| 200.    | 2. мај 2020.      | —                   | —                                      | Жаклина Таталовић, Милан Ћулибрк                     |
| 201.    | 9. мај 2020.      | —                   | —                                      | Милена Богавац, Војислав Жанетић                     |
| 202.    | 16. мај 2020.     | —                   | —                                      | Јована Глигоријевић, Небојша Ромчевић                |
| 203.    | 23. мај 2020.     | Филип Ејдус         | —                                      | —                                                    |
| 204.    | 30. мај 2020.     | Радослав Миленковић | —                                      | —                                                    |
| 205.    | 6. јун 2020.      | Софија Мандић       | —                                      | —                                                    |
| 206.    | 13. јун 2020.     | Вук Велебит         | —                                      | —                                                    |
| 207.    | 27. јун 2020.     | Вељко Пајовић       | —                                      | —                                                    |

### 9. сезона (2020/21)
| Епизода | Датум               | Аналитичар(и)                     | Музички гост(и)                                  | Други гост(и)                                      |
| ------- | ------------------- | --------------------------------- | ------------------------------------------------ | -------------------------------------------------- |
| 208.    | 12. септембар 2020. | Денис Колунџија, Ђуро Радосавовић | Бора Ескић                                       | —                                                  |
| 209.    | 19. септембар 2020. | Слободан Ступар                   |                                                  | —                                                  |
| 210.    | 26. септембар 2020. | Игор Бракус                       | Драм                                             | Миодраг Мајић                                      |
| 211.    | 3. октобар 2020.    | Филип Балуновић                   | Сана Гарић                                       | —                                                  |
| 212.    | 10. октобар 2020.   | Ранко Пивљанин                    | —                                                | Марко Видојковић                                   |
| 213.    | 17. октобар 2020.   | —                                 | Маика                                            | Марко Сомборац, Дејан Тиаго-Станковић              |
| 214.    | 24. октобар 2020.   | Јелена Обућина                    | Александар Шандоров и Немања Николић (4 маљчика) | Радмила Петровић                                   |
| 215.    | 31. октобар 2020.   | Никола Томић                      | Јелена Петошевић                                 | Игор Лечић (Милан Дог)                             |
| 216.    | 7. новембар 2020.   | Миодраг Зец                       | Божо Врећо                                       | —                                                  |
| 217.    | 14. новембар 2020.  | Сара Радојковић                   | Ана Ћурчин и Марија Јанчурић                     | Марија Лукић                                       |
| 218.    | 28. новембар 2020.  | Марко Вујић                       | Марко Мандић                                     | —                                                  |
| 219.    | 5. децембар 2020.   | Бобан Стојановић                  | —                                                | Јелена Богавац                                     |
| 220.    | 12. децембар 2020.  | Наим Лео Бешири                   | Визељ                                            | Срдан Голубовић                                    |
| 221.    | 19. децембар 2020.  | Андреј Ивањи                      | Марко Луис                                       | Лана Басташић                                      |
| 222.    | 26. децембар 2020.  | Биљана Степановић                 |                                                  | —                                                  |
| 223.    | 31. децембар 2020.  | —                                 | Електрични оргазам                               | Бранка Катић, Драган Бјелогрлић, Светлана Бојковић |
| 224.    | 13. фебруар 2021.   | Драгољуб Петровић                 | Гифт                                             | Анђелка Прпић                                      |
| 225.    | 20. фебруар 2021.   | Бојан Љубеновић                   |                                                  | Божо Копривица                                     |
| 226.    | 27. фебруар 2021.   | Милан Влајчић                     | Т.У.Н.А. и Беге Фанк                             | —                                                  |
| 227.    | 6. март 2021.       | Милан Антонијевић                 | Никола Врањковић                                 | Зоран Радовановић                                  |
| 228.    | 13. март 2021.      | Душан Спасојевић                  | Неми песник                                      | Рада Ђурић                                         |
| 229.    | 20. март 2021.      | Стеван Ристић                     | Никола Радоњић                                   | Јасна Ђуричић, Борис Исаковић                      |
| 230.    | 10. април 2021.     | Александар Милошевић              |                                                  | —                                                  |
| 231.    | 17. април 2021.     | Александар Јовановић Ћута         |                                                  | Александар Трифуновић                              |
| 232.    | 24. април 2021.     | Ненад Макуљевић                   | Пеђа Милутиновић Drumbooty                                | Небојша Вишковић                                   |
| 233.    | 1. мај 2021.        | Стефан Јањић                      |                                                  | —                                                  |
| 234.    | 8. мај 2021.        | Срђан Милошевић                   | Суперпаун                                        | Марија Стојановић, Тијана Марковић                 |
| 235.    | 15. мај 2021.       | Милица Краљ                       | Прти Бее Гее, Ајс Нигрутин и ди-џеј Мрки         | —                                                  |
| 236.    | 22. мај 2021.       | Оливер Тошковић                   | Тинго                                            | Румена Бужаровска                                  |
| 237.    | 29. мај 2021.       | Војислав Милованчевић             | Иван Феце Фирчи                                  | Игор Винце са бендом                               |
| 238.    | 5. јун 2021.        | Зоран Стрика                      | Там                                              | —                                                  |
| 239.    | 12. јун 2021.       | —                                 | Хелем нејсе                                      | Сафета Бишевац                                     |
| 240.    | 19. јун 2021.       | Јована Томић                      |                                                  | Василије Мицић                                     |
| 241.    | 26. јун 2021.       | Марко Видојковић                  | Самостални референти                             | Андреј Јосифовски Пијаниста                        |

### 10. сезона (2021/22)
| Епизода | Датум               | Аналитичар(и)                                 | Музички гост(и)                   | Други гост(и)                    |
| ------- | ------------------- | --------------------------------------------- | --------------------------------- | -------------------------------- |
| 242.    | 18. септембар 2021. | Драгољуб Петровић                             |                                   | Милутин Петровић                 |
| 243.    | 25. септембар 2021. | Ђуро Свилар                                   |                                   | Тамара Драгичевић, Петар Бенчина |
| 244.    | 2. октобар 2021.    | Ненад Кулачин                                 | Маниви                            | Милена Радуловић                 |
| 245.    | 9. октобар 2021.    | Зоран Ивошевић, Драгана Пећо                  | —                                 | —                                |
| 246.    | 16. октобар 2021.   | Војислав Стевановић                           | Френк Магнолија                   | Мирјана Карановић                |
| 247.    | 23. октобар 2021.   | Тања Миловановић                              | —                                 | Горан Шушљик                     |
| 248.    | 30. октобар 2021.   | Ризо Салкић, Марко Зелић, Боро Јевтић         | Парампашчад                       | —                                |
| 249.    | 6. новембар 2021.   | Радмило Марковић                              | —                                 | Бојана Новаковић                 |
| 250.    | 13. новембар 2021.  | Неда Тодоровић                                | Кени није мртав                   | Јелена Јаћимовић Јаћим           |
| 251.    | 20. новембар 2021.  | Гојко Андријашевић                            | Мајка Мара                        | Срђан Драгојевић                 |
| 252.    | 27. новембар 2021.  | Немања Рујевић                                | Ретроспектива                     | —                                |
| 253.    | 4. децембар 2021.   | —                                             | Електрични оргазам                | Сергеј Трифуновић                |
| 254.    | 11. децембар 2021.  | Саво Манојловић                               | Ива Лоренс                        | Александар Марић                 |
| 255.    | 18. децембар 2021.  | Гордана Бјелетић                              | Марчело                           | Љубомир Бандовић                 |
| 256.    | 25. децембар 2021.  | Срђан Јовановић                               | Херценшлус                        | Горан Стојичић                   |
| 257.    | 1. јануар 2022.     | Маја Николић, Наташа Миљковић, Јелена Обућина | Лет 3                             | Милан Марић                      |
| 258.    | 19. фебруар 2022.   | Срђан Милетић                                 | Сале Седлар                       | —                                |
| 259.    | 26. фебруар 2022.   | Исидора Ковачевић                             | Вампири                           | Југослав Пантелић                |
| 260.    | 5. март 2022.       | Филип Ејдус                                   |                                   | Миљенко Јерговић                 |
| 261.    | 12. март 2022.      | Милан Ћулибрк                                 | Анђела Јовановић                  | Оливера Ковачевић                |
| 262.    | 19. март 2022.      | Бобан Стојановић                              |                                   | —                                |
| 263.    | 26. март 2022.      | Мићко Љубичић                                 | Дина Јашари                       | Феђа Штукан                      |
| 264.    | 9. април 2022.      | Драгољуб Петровић                             | Коикои                            | —                                |
| 265.    | 16. април 2022.     | Биљана Степановић                             | Стерео банана                     | —                                |
| 266.    | 23. април 2022.     | Данило Машојевић                              | Исказ и Гоблини                   | Констракта                       |
| 267.    | 30. април 2022.     | Бојан Љубеновић                               | Љубичице                          | Неша Клик                        |
| 268.    | 7. мај 2022.        | Вук Цвијић                                    | Вуду Попај                        | Тања Бошковић                    |
| 269.    | 14. мај 2022.       | Младен Саватовић                              |                                   | Иван Томић                       |
| 270.    | 21. мај 2022.       | Дашко Милиновић, Младен Урдаревић             | Стефан Миленковић и Неле Карајлић | —                                |
| 271.    | 28. мај 2022.       | Саша Драгојло                                 | Ничим изазван                     | Небојша Петровић                 |
| 272.    | 4. јун 2022.        | Божидар Андрејић                              | Ненормални                        | —                                |
| 273.    | 11. јун 2022.       | Владимир Арсенијевић                          | Велахавле                         | Никола Ђуричко                   |
| 274.    | 18. јун 2022.       | Данило Икодиновић                             |                                   | Борис Дежуловић                  |
| 275.    | 25. јун 2022.       | Стеван Дојчиновић                             | Канда, Коџа и Небојша             | —                                |

### 11. сезона (2022/23)
| Епизода | Датум               | Аналитичар(и)                                                             | Музички гост(и)                      | Други гост(и) |
| ------- | ------------------- | ------------------------------------------------------------------------- | ------------------------------------ | --- |
| 276.    | 17. септембар 2022. | Марко Михаиловић                                                          |                                      | — |
| 277.    | 24. септембар 2022. | Миодраг Зец, Александар Радић                                             | Дина Јашари                          | — |
| 278.    | 1. октобар 2022.    | Михаило Јовићевић                                                         | Зое Кида                             | — |
| 279.    | 8. октобар 2022.    | Дарио Хајрић                                                              | Кенди                                | Јелена Ризнић |
| 280.    | 15. октобар 2022.   | Весна Пешић                                                               | Плус један                           | — |
| 281.    | 22. октобар 2022.   | Филип Балуновић                                                           | Френк Магнолија                      | еколошке активисткиње (Шодрош)                                                                                       |
| 282.    | 29. октобар 2022.   | Снежана Чонградин                                                         | Мултиетничка атракција               | Анте Томић |
| 283.    | 5. новембар 2022.   | —                                                                         | —                                    | опера Деца |
| 284.    | 12. новембар 2022.  | Драгољуб Петровић                                                         | —                                    | Хаџи Ненад Маричић                                                                                                   |
| 285.    | 19. новембар 2022.  | Адам Сантовац                                                             | Салто мортале                        | Милан Калинић |
| 286.    | 26. новембар 2022.  | Мила Турајлић                                                             |                                      | Рамбо Амадеус |
| 287.    | 3. децембар 2022.   | —                                                                         | Шкофја Лока                          | Марчело и Миодраг Мајић                                                                                              |
| 288.    | 10. децембар 2022.  | Стефан Славковић                                                          | Цмок                                 | — |
| 289.    | 17. децембар 2022.  | Александар Тимофејев                                                      | Краљ Чачка                           | Игор Трифунов |
| 290.    | 24. децембар 2022.  | Александар Бауцал                                                         | М.ира                                | — |
| 291.    | 31. децембар 2022.  | Констракта и Земља грува, Христина Поповић, Гордан Кичић, Радомир Николић | —                                    | — |
| 292.    | 25. фебруар 2023.   | —                                                                         | Канда, Коџа и Небојша                | Милена Берић |
| 293.    | 4. март 2023.       | Раде Богдановић                                                           |                                      | Јован Зафировић |
| 294.    | 11. март 2023.      | Марко Видојковић                                                          | Кал                                  | Домагој Зовак, Александар Трифуновић                                                                                 |
| 295.    | 18. март 2023.      | Јована Глигоријевић                                                       | Коикои                               | — |
| 296.    | 25. март 2023.      | Идро Сефери                                                               | Ива Лоренс                           | — |
| 297.    | 1. април 2023.      | Александар Ђорђевић                                                       | Фантом                               | Миона Марковић, Сергеј Трифуновић                                                                                    |
| 298.    | 8. април 2023.      | Брано Мандић                                                              | Магнифико                            | Игор Радосављевић |
| 299.    | 15. април 2023.     | —                                                                         |                                      | ди-џеј Марко Настић                                                                                                  |
| 300.    | 22. април 2023.     | —                                                                         |                                      | |
| 301.    | 29. април 2023.     | —                                                                         | Буч Кесиди                           | Милан Поповић Александар Седлар                                                                                      |
| 302.    | 13. мај 2023.       | —                                                                         | —                                    | Тамара Џамоња Игњатовић, Огњен Радоњић, Ан Мари Ћурчић, Веселин Владимир Звекић, матуранти Прве београдске гимназије |
| 303.    | 20. мај 2023.       | Београђани                                                                | Митско Биће                          | Марко Томаш |
| 304.    | 30. мај 2023.       | —                                                                         | Охајо                                | — |
| 305.    | 3. јун 2023.        | —                                                                         | Кени није мртав, СПС бенд и Шобаја   | Марко Јанкетић |
| 306.    | 10. јун 2023.       | учесници протеста Србија против насиља                                    |                                      | — |
| 307.    | 17. јун 2023.       | Предраг Воштинић                                                          | —                                    | Феђа Штукан |
| 308.    | 24. јун 2023.       | Јелена Вељковић                                                           | Бвана Хербалајзер и Џезери из лагуне | — |
| 309.    | 1. јул 2023.        | Бобан Стојановић                                                          |                                      | Катарина Бајец |

### 12. сезона (2023/24)
| Епизода | Датум               | Аналитичар(и)        | Музички гост(и)                    | Други гост(и)                                                   |
| ------- | ------------------- | -------------------- | ---------------------------------- | --------------------------------------------------------------- |
| 310.    | 16. септембар 2023. | Стеван Филиповић     | и Ивана Владовић                   | Вања Маринковић                                                 |
| 311.    | 23. септембар 2023. | Александар Милошевић |                                    | —                                                               |
| 312.    | 30. септембар 2023. | Андреј Ивањи         | Љубичице                           | Слободан Бубњевић                                               |
| 313.    | 7. октобар 2023.    | Марко Новичић        | Порто Морто                        | Никола Ђуричко                                                  |
| 314.    | 14. октобар 2023.   | —                    | Жива и Бљузга                      | Горан Винчић Винча, Александар Станковић                        |
| 315.    | 21. октобар 2023.   | Миливој Бешлин       | Миле Кекин                         | Милица Војиновић                                                |
| 316.    | 28. октобар 2023.   | Драган Бјелогрлић    |                                    | —                                                               |
| 317.    | 4. новембар 2023.   | Душко Вујошевић      | Ритам нереда                       | Бранислав Шовљански                                             |
| 318.    | 11. новембар 2023.  | Мићко Љубичић        |                                    | Петар Пеца Поповић                                              |
| 319.    | 18. новембар 2023.  | Драган Великић       | Ју група                           | Александар Седлар                                               |
| 320.    | 25. новембар 2023.  | Александар Ђорђевић  | Електрични оргазам                 | Јелена Ступљанин, Бојан Димитријевић                            |
| 321.    | 2. децембар 2023.   | Немања Рујевић       |                                    | —                                                               |
| 322.    | 9. децембар 2023.   | —                    |                                    | Светлана Бојковић, Марчело, Немања Нешић и хор Опусти глас      |
| 323.    | 23. децембар 2023.  | —                    | Фит                                | Душан Чавић, Емилија Миленковић, Павле Цицварић и Никола Ристић |
| 324.    | 31. децембар 2023.  | Драгољуб Петровић    | Краљ Чачка                         | —                                                               |
| 325.    | 24. фебруар 2024.   | Маја Драгић          | Дуда Буржујка                      | —                                                               |
| 326.    | 2. март 2024.       | —                    |                                    | Горан Богдан                                                    |
| 327.    | 9. март 2024.       | —                    | Турбо транс туристи                | Милан Топаловић Топалко, Џим Шеридан                            |
| 328.    | 16. март 2024.      | Сандра Петрушић      | Јарболи                            | —                                                               |
| 329.    | 23. март 2024.      | Гојко Божовић        | Ничим изазван                      | —                                                               |
| 330.    | 30. март 2024.      | Маја Стојановић      | Ида Престер                        | Дубравка Марковић                                               |
| 331.    | 6. април 2024.      | Весна Радојевић      | Јурица Пађен и Срђан Гојковић Гиле | —                                                               |
| 332.    | 13. април 2024.     | Душан Вучићевић      | Бркови                             | —                                                               |
| 333.    | 20. април 2024.     | Радмило Марковић     | Немања Нешић                       | —                                                               |
| 334.    | 27. април 2024.     | Ненад Кулачин        | Прото тип                          | —                                                               |
| 335.    | 11. мај 2024.       | Жељко Пантелић       | Деца лоших музичара                | Гордана Госић                                                   |
| 336.    | 18. мај 2024.       | —                    |                                    | —                                                               |
| 337.    | 25. мај 2024.       | Игор Михаљевић       | Стеван Милијановић                 | Срећко Хорват                                                   |
| 338.    | 8. јун 2024.        | Данијел Дашић        | Драм                               | Анте Томић                                                      |
| 339.    | 15. јун 2024.       | Марко Видојковић     | Вирвел                             | —                                                               |
| 340.    | 22. јун 2024.       | Александeр Бауцал    |                                    | —                                                               |
| 341.    | 29. јун 2024.       | Урош Јовичић         | Милан Топаловић Топалко            | ученице Зајечарске гимназије (група Outmark)                    |
| 342.    | 6. јул 2024.        | -                    | Јурица Пађен                       | Лутон и Шћепа                                                   |

### 13. сезона (2024/25)
| Епизода | Датум               | Аналитичар(и)                                  | Музички гост(и)                                                      | Други гост(и)                                               |
| ------- | ------------------- | ---------------------------------------------- | -------------------------------------------------------------------- | ----------------------------------------------------------- |
| 343.    | 14. септембар 2024. | Милан Ст. Протић                               | Констракта и Земља грува!                                            | —                                                           |
| 344.    | 21. септембар 2024. | Јован Зафировић                                | Зоран Предин и Никола Чутурило (Аналогна раса)                       | —                                                           |
| 345.    | 28. септембар 2024. | —                                              | Немечек                                                              |                                                             |
| 346.    | 05. октобар 2024.   | Ранко Пивљанин                                 | ЛП дуо                                                               | Игор Трифунов                                               |
| 347.    | 12. октобар 2024.   | —                                              |                                                                      | Рајко Грлић                                                 |
| 348.    | 19. октобар 2024.   | Милена Поповић                                 | Кика                                                                 | Миодраг Мајић                                               |
| 349.    | 26. октобар 2024.   | Игор Божић                                     | Свемирко                                                             | Бојан Димитријевић, Анте Томић и Драгољуб Дража Петровић    |
| 350.    | 6. новембар 2024.   | Срђан Јовановић                                |                                                                      | Бојан Цвјетићанин                                           |
| 351.    | 9. новембар 2024.   | —                                              | —                                                                    | Сања Игњатовић Екер и Игор Михаљевић                        |
| 352.    | 16. новембар 2024.  | —                                              | Лука Рајић                                                           | Маша Дакић                                                  |
| 353.    | 23. новембар 2024.  | —                                              | Мањифико                                                             | Влатко Стефановски                                          |
| 354.    | 30. новембар 2024.  | —                                              | Јелена Пранић                                                        | Исидора Симијоновић                                         |
| 355.    | 7. децембар 2024.   | —                                              |                                                                      | Вукашин Ђиновић и Анђела Крунић                             |
| 356.    | 14. децембар 2024.  | Миодраг Јовановић                              | Обојени програм                                                      | —                                                           |
| 357.    | 21. децембар 2024.  | Кокан Младеновић                               | Велики презир                                                        | —                                                           |
| 358.    | 28. децембар 2024.  | Александар Губаш                               |                                                                      | —                                                           |
| 359.    | 31. децембар 2024.  | Мила Пајић, Катарина Петровић и Бојана Савовић | DF хор, А.Н.Д.Р. и Ретроспектива, Музичка продукција "Сви у блокаде" | —                                                           |
| 360.    | 8. фебруар 2025.    | Бранко Чечен                                   | Шкофја Лока                                                          | Рада Ђурић и Марко Новичић                                  |
| 361.    | 15. фебруар 2025.   | —                                              | Буч Кесиди                                                           | Јасминка Петровић                                           |
| 362.    | 22. фебруар 2025.   | Ана Мирковић                                   | НеВладина организација                                               | Хор Опусти глас и Стеван Милијановић                        |
| 363.    | 1. март 2025.       | —                                              | Визељ и Џипси                                                        | Биљана Вилимон                                              |
| 364.    | 8. март 2025.       | Mилан Стојановић                               | Аутопарк                                                             | -                                                           |
| 365.    | 15. март 2025.      | -                                              | Охајо                                                                | Бранко Станковић                                            |
| 366.    | 22. март 2025.      | Душан Миленковић                               | -                                                                    | -                                                           |
| 367.    | 29. март 2025.      | Вања Бајовић                                   | Драм и Марчело                                                       | Распевани просветни радници Пожеге                          |
| 368.    | 5. април 2025.      | Стеван Филиповић                               | Jelusick                                                             | -                                                           |
| 369.    | 12. април 2025.     | Огњен Радоњић                                  | Short Reports                                                        | -                                                           |
| 370.    | 19. април 2025.     | -                                              | -                                                                    | Милена Божовић Манић                                        |
| 371.    | 26. април 2025.     | -                                              | Ана Протулипац                                                       | Ђорђе Пеурача, Радован Сератлић и Христина Поповић          |
| 372.    | 10. мај 2025.       | Драгољуб Петровић                              | Ana & The Changes                                                    | -                                                           |
| 373.    | 17. мај 2025.       | -                                              | Jimmy Fitzsimmons                                                    | Владан Јолер                                                |
| 374.    | 24. мај 2025.       | -                                              | Drumbooty                                                            | Тамара Радовановић                                          |
| 375.    | 31. мај 2025.       | -                                              | Зостер                                                               | Вукашин Милићевић                                           |
| 376.    | 7. јун 2025.        | -                                              | Јарболи                                                              | Владимир Ђурђевић                                           |
| 377.    | 14. јун 2025.       | -                                              | Нас троје                                                            | Дубравка Стојановић                                         |
| 378.    | 21. јун 2025.       | -                                              | Musical Doctors                                                      | Радмила Петровић и Блокадни хор Факултета музичке уметности |